# Tous au pageot !
Tous au pageot ! (The Wicked Widow) est un roman policier de l’écrivain australien Carter Brown publié en 1981 aux États-Unis. Cependant, les droits d'auteur datent de 1980. 
Le roman est traduit en français en 1982, dans la collection Carré noir. La traduction, prétendument "de l'américain", est signée Hugues David. C'est une des nombreuses aventures du lieutenant Al Wheeler, bras droit du shérif Lavers dans la ville californienne fictive de Pine City ; la quarante-septième traduite aux Éditions Gallimard. Le héros est aussi le narrateur.

## Résumé
Wallace Hamer, antiquaire, a été tué d'une balle dans le front, au volant de sa vieille Rolls, alors qu'il revenait d'une soirée chez la riche veuve Minerva Trent. Selon son associé et compagnon Craig Pollock, Hamer espérait obtenir de la veuve des fonds pour accroître leur affaire. L'assassin ne peut être que l'un des invités de la soirée, ou l'hôtesse elle-même. Jalousie sentimentale, rivalité financière ? Dans le coffre de la Rolls, un bouddha de cuivre dissimule en son sein un sachet de 300 grammes d'héroïne pure, ce qui ouvre une nouvelle piste. Mais Al Wheeler ne veut pas lancer tout de suite une perquisition de la boutique d'antiquités : pour lui, la découverte de l'assassin passe avant tout. Deux morts supplémentaires pourraient faire penser qu'il a eu tort...

## Personnages
- Al Wheeler, lieutenant enquêteur au bureau du shérif de Pine City.
- Le shérif Lavers.
- Annabelle Jackson, secrétaire du shérif.
- Doc Murphy, médecin légiste.
- Ed Sanger, technicien du laboratoire criminel.
- Minerva Trent, veuve d'un magnat du pétrole, hôtesse de la soirée.
- Liz Stillwell, dame de compagnie et secrétaire de Minerva Trent.
- Miles Gerard, décorateur, l'un des invités.
- Sophia Platzer, riche héritière, autre invitée.
- Paul Kendall, tennisman, autre invité.
- Leon Getler, avocat, autre invité.
- Jon Blake, importateur, autre invité.
- Connie Ennis, journaliste, autre invitée.
- Craig Pollock, antiquaire, associé et compagnon de la victime.
- Janie Larsen, vendeuse à la boutique d'antiquités.
- Mike Birchett, employé emballeur à la boutique.
- Bubbles, amie de Sophia Platzer.

## Édition
- Carré noir no 450, 1982,  (ISBN 2070434508).